# 新田村 (宮城県)
新田村（にったむら）は、昭和30年（1955年）まで宮城県登米郡北西部にあった村。現在の登米市迫町新田にあたる。

## 沿革
- 明治11年（1878年） - 新田村が栗原郡から登米郡に移管される。
- 明治22年（1889年）4月1日 - 町村制施行にともない、旧来の新田村単独で村制施行。
- 昭和30年（1955年）4月1日 - 佐沼町・北方村と合併し、迫町となる。

## 行政
- 歴代村長

| 代 | 氏名         | 就任                       | 退任                       | 備考 |
| -- | ------------ | -------------------------- | -------------------------- | ---- |
| 1  | 石川和蔵     | 明治22年（1889年）4月22日  | 明治24年（1891年）5月20日  |      |
| 2  | 遠藤吉太郎   | 明治24年（1891年）6月2日   | 明治25年（1892年）11月7日  |      |
| 3  | 星吉衛       | 明治25年（1892年）12月7日  | 明治29年（1896年）12月6日  |      |
| 4  | 高橋長四郎   | 明治29年（1893年）12月17日 | 明治31年（1898年）3月7日   |      |
| 5  | 及川俊蔵     | 明治32年（1899年）3月8日   | 明治40年（1907年）11月7日  |      |
| 6  | 高橋孫市郎   | 明治40年（1907年）11月8日  | 明治44年（1911年）11月7日  |      |
| 7  | 伊藤大作     | 明治44年（1911年）12月16日 | 大正8年（1919年）12月15日  |      |
| 8  | 小松直之進   | 大正8年（1919年）12月27日  | 大正11年（1922年）3月8日   |      |
| 9  | 高橋孫市郎   | 大正11年（1922年）5月28日  | 大正15年（1926年）2月6日   | 再任 |
| 10 | 大町権十郎   | 大正15年（1926年）2月24日  | 昭和5年（1930年）2月23日   |      |
| 11 | 高橋孫治郎   | 昭和5年（1930年）3月26日   | 昭和13年（1938年）4月1日   |      |
| 12 | 千葉吉衛     | 昭和13年（1938年）4月2日   | 昭和17年（1942年）4月1日   |      |
| 13 | 伊藤善左ェ門 | 昭和17年（1942年）4月23日  | 昭和21年（1946年）11月22日 |      |
| 14 | 星東三郎     | 昭和22年（1947年）4月5日   | 昭和30年（1955年）3月31日  |      |

## 交通

### 鉄道
- 国鉄東北本線：梅ヶ沢駅 - 新田駅